# Sonegaon
Sonegaon es una ciudad censal situada en el distrito de Nagpur en el estado de Maharashtra (India). Su población es de 9387 habitantes (2011). Se encuentra a 39 km de Nagpur.

## Demografía
Según el censo de 2011 la población de Sonegaon era de 9387 habitantes, de los cuales 4937 eran hombres y 4450 eran mujeres. Sonegaon tiene una tasa media de alfabetización del 90,57%, superior a la media estatal del 82,34%: la alfabetización masculina es del 93,99%, y la alfabetización femenina del 86,75%.